# Hohenwarth (Landkreis Cham)
Hohenwarth er en kommune i Regierungsbezirk Oberpfalz i den østlige del af den tyske delstat Bayern, med godt 2.000 indbyggere.

## Geografi
Hohenwarth ligger i Bayerischen Wald.

### Landsbyer og bebyggelser
| - Hohenwarth - Ansdorf - Gotzendorf - Haselmühle - Haselstauden - Höll - Hudlach - Hundzell - Lutzenmühle - Oberzettling | - Ponholz - Ribenzing - Rosenau - Simmereinöd - Simpering - Thenhof - Thening - Unterzettling - Watzlsteg |